# Lilja Dögg Alfreðsdóttir
Lilja Dögg Alfreðsdóttir (født 4. oktober 1973 i Reykjavík) er en islandsk politiker, der siden november 2017 har været minister for undervisning og kultur i Katrín Jakobsdóttirs regering og medlem af Altinget for Reykjavík Syd kredsen siden valget 28. oktober 2017.
Hun har en bachelorgrad i statskundskab fra Islands Universitet og en MA i internationale relationer med speciale i international økonomisk politik fra Columbia University i USA.
Lilja arbejdede for den internationale valutafond og Islands  nationalbank indtil hun blev ansat som økonomisk rådgiver for tidligere statsminister Sigmundur Davíð Gunnlaugsson, da han tiltrådte som regeringsleder i 2013. Efter Sigmundur Davíðs afgang som følge af afsløringerne af hans skattelykonti i Panama-papirerne blev hun i april 2016 udnævnt til udenrigsminister i Sigurður Ingi Jóhannssons regering, og i oktober 2016 valgt til Fremskridtspartiets næstformand.

## Familie
Lilja er datter af sportsjournalisten Alfreð Þorsteinsson, der har siddet i byrådet i Reykjavík for Fremskridtspartiet og er forhenværende formand for fodboldklubben Fram Reykjavík. Hun er gift med Magnús Óskar Hafsteinsson, der er økonom i finansministeriet. De har to børn sammen. 